# Sonate K. 201
La sonate K. 201 (F.153/L.129) en sol majeur est une œuvre pour clavier du compositeur italien Domenico Scarlatti.

## Présentation
La sonate K. 201 en sol majeur, notée Vivo, est construite dans une forme libre, comme la sonate précédente.

## Manuscrits
Le manuscrit principal est le numéro 30 du volume II de Venise (1755), copié pour Maria Barbara ; l'autre étant Parme IV 8. Les autres sources sont Münster III 4 et Vienne E 4.

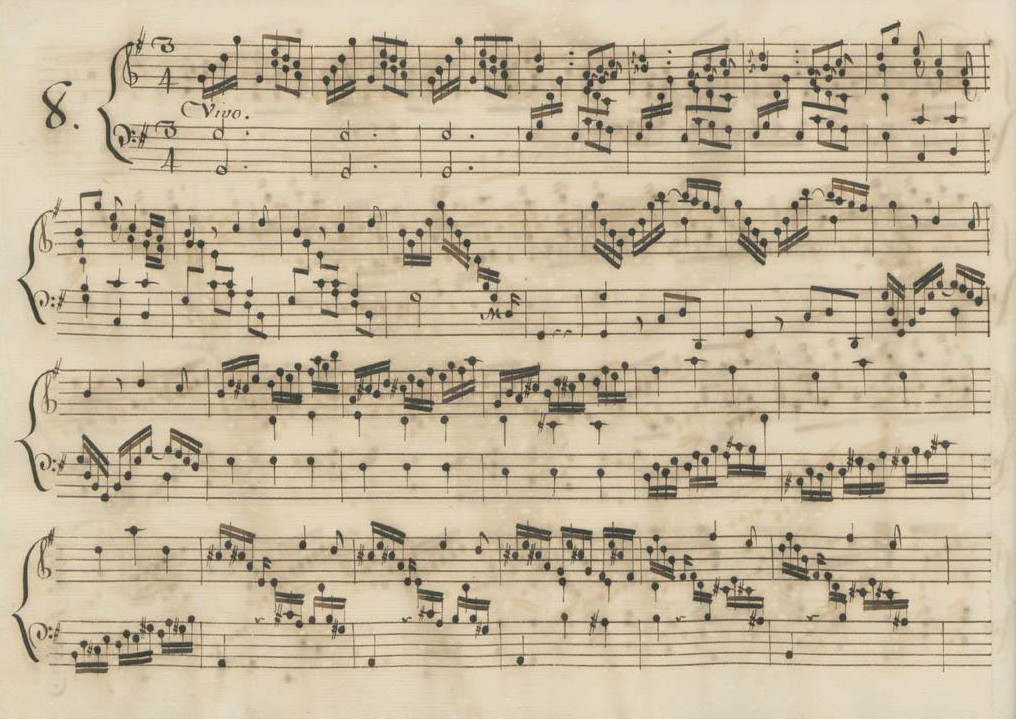
Parme IV 8.
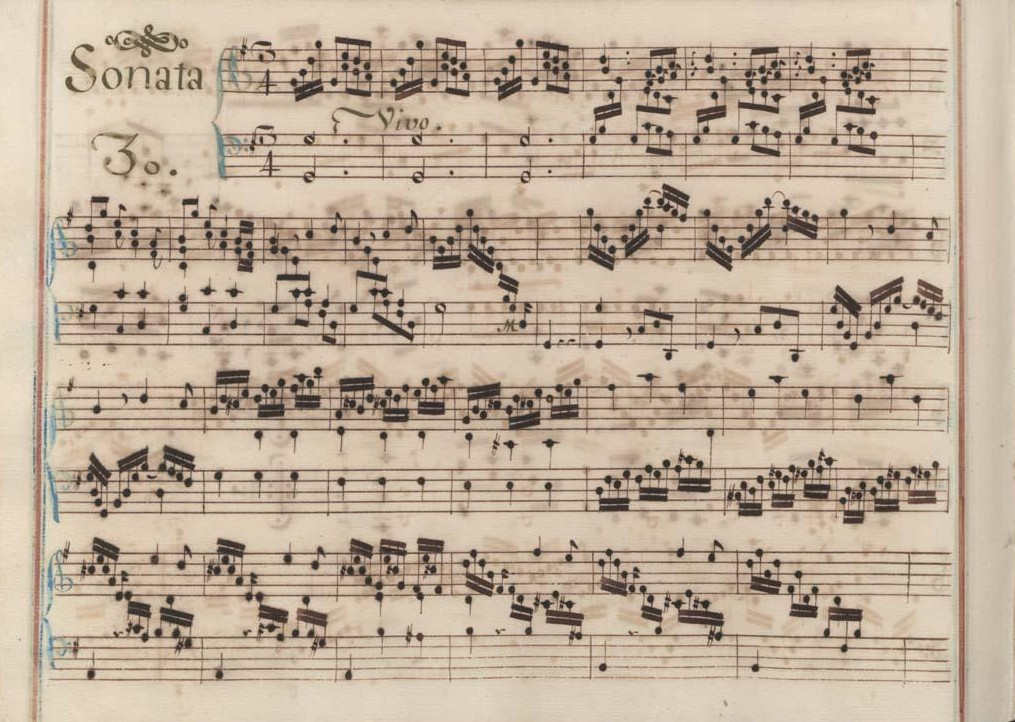
Venise II 30.

## Interprètes
La sonate K. 201 est interprétée au piano, notamment par Kathleen Long (1950, Decca), Vladimir Horowitz (1964, Sony), Jenő Jandó (1999, Naxos), Valerie Tryon (2000, APR) et Carlo Grante (2009, Music & Arts, vol. 2) ; au clavecin elle est enregistrée par Trevor Pinnock (1981, CRD), Scott Ross (1985, Erato), Richard Lester (2001, Nimbus, vol. 1), Luc Beauséjour (Analekta), Pierre Hantaï (2015, Mirare, vol. 4) et Amaya Fernández Pozuelo (2018, Stradivarius).

## Sources
: document utilisé comme source pour la rédaction de cet article.
- Ralph Kirkpatrick (trad. de l'anglais par Dennis Collins), Domenico Scarlatti, Paris, Lattès, coll. « Musique et Musiciens », 1982 (1re éd. 1953 (en)), 493 p. (OCLC 954954205, BNF 34689181).
- Alain de Chambure, « Domenico Scarlatti : Intégrale des sonates — Scott Ross », p. 223, Erato (2564-62092-2), 1985 (OCLC 891183737) .